# Patti Astor
 (avril 2024).
Si vous disposez d'ouvrages ou d'articles de référence ou si vous connaissez des sites web de qualité traitant du thème abordé ici, merci de compléter l'article en donnant les références utiles à sa vérifiabilité et en les liant à la section « Notes et références ».
Pour les articles homonymes, voir Astor.
Patti Astor, née Patricia Titchener le 17 mars 1950 et morte le 9 avril 2024 à Hermosa Beach, est une actrice, une égérie de la nuit et une galeriste américaine.

## Biographie
En 1981, Patti Astor crée avec Bill Stelling la Fun Gallery, située dans le East Village de Manhattan. Sa galerie crée un pont entre l'Art contemporain des beaux quartiers de New York et le graffiti des boroughs défavorisés, notamment le Bronx. La Fun Gallery exposera les œuvres de Fab Five Freddy, Futura 2000, Dondi White, Kenny Scharf, Lee Quinones, Lady Pink, Zephyr, Rammellzee, etc. La galerie a fermé en 1985, mais durant quatre ans son activité aura été intense et elle a eu un impact international sur la visibilité du graffiti en tant que forme artistique à part entière.

## Filmographie
- 1976 : Unmade Beds : Jeanne Moreau
- 1978 : The Foreigner : Fili Harlow
- 1980 : Underground U.S.A. : Vickie
- 1983 : Wild Style : Virginia
- 1986 : Prise (Forever, Lulu) d'Amos Kollek : Mary Anne Zlutnik
- 1988 : Assault of the Killer Bimbos : Poodles